# Романовский, Алексей Корнеевич
Алексей Корнеевич Романовский (18 февраля 1918, Таловая Балка — 2 ноября 2014, Киев) — советский деятель. Министр культуры УССР в 1973—1977 г. Депутат Верховного Совета УССР 9-го созыва. Член Ревизионной Комиссии КПУ в 1976—1981 г.

## Биография
Родился 18 февраля 1918 года в селе Таловая Балка, в семье рабочего.
Окончил Курсы подготовки педагогов Полтавского учительского института (1937), Киевский государственный педагогический институт им. Горького (1951), филологический факультет, Аспирантуру кафедры истории литературы и искусства при Академии общественных наук ЦК КПСС (1958). Доктор филологических наук, профессор. Член Союза писателей СССР (с 1966). Заслуженный работник народного образования Украины, Заслуженный работник культуры Украины, почетный доктор Киевского государственного лингвистического университета, почётный профессор Национального педагогического университета имени Драгоманова.

### Деятельность
С 1934 — учитель начальной школы в селе Таловую Балка Ново-Георгиевского района. В 1937—1939 г. — учитель русского языка и литературы в 5-8 классах средней школы.
В 1939—1946 г. — служил в Красной армии. Участник советско-финской и Великой Отечественной войн.
Член ВКП(б) с 1941 года.
В 1946 году служил помощником начальника отделения Сивашского танкового училища.
В 1946—1958 г. — пропагандист Пензенского областного комитета ВКП(б), начальник сектора пропаганды и агитации Литовской железной дороги, инструктор, заместитель начальника политотдела, секретарь партийного комитета КПУ Управления Юго-Западной железной дороги, заместитель заведующего отделом Киевского областного комитета КПУ. В 1958 году защитил кандидатскую диссертацию.
В 1958—1963 г. — начальник Управления театров и музыкальных учреждений Министерства культуры Украинской ССР; заведующий отделом пропаганды Киевского городского комитета КПУ, секретарь Киевского городского комитета КПУ.
В 1963—1964 г. — старший научный сотрудник, ученый секретарь Института литературы имени Тараса Шевченко Академии наук УССР.
В феврале 1964 — июне 1970 г. — ректор Киевского государственного педагогического института иностранных языков.
В июле 1970 — октябре 1973 г. — ректор Киевского государственного педагогического института имени Горького.
С 15 октября 1973 года по 7 июня 1977 — Министр культуры УССР.
В июле 1977 — декабре 1988 г. — ректор Киевского государственного педагогического института иностранных языков.
Автор более 200 статей по вопросам теории и истории литературы, образования и культуры. Его перу принадлежат монографии: «Из истории подготовки Первого Всесоюзного съезда писателей» (1958), «Знаменательная веха» (1965, 1970), «Партия ведёт» (1967), «Литература Ленинского закалки» (1969, 1973, 1979), "Жизнь во имя будущего (1984).
Потом — на пенсии в Киеве.
Скончался 2 ноября 2014 года. Похоронен на Байковом кладбище (участок № 33).

## Награды
- два ордена Трудового Красного Знамени (1971, 1976)
- орден Отечественной войны 2-й ст. (11.03.1985)
- орден Знак Почета (1961)
- орден Дружбы народов (1986)
- орден Богдана Хмельницкого 3-й ст. (1999)
- орден «За заслуги» 3-й ст. (2008)[2]
- медали